# Polygonum bistorta subsp. bistorta
Polygonum bistorta subsp. bistorta é uma subespécie de planta com flor pertencente à família Polygonaceae. 
A autoridade científica da subespécie é L., tendo sido publicada em Sp. Pl. 1: 360 (1753).
Os seus nomes comuns são bistorta, colubrina ou serpentina-vermelha.

## Portugal
Trata-se de uma subespécie presente no território português, nomeadamente em Portugal Continental.
Em termos de naturalidade é nativa da região atrás indicada.

## Protecção
Não se encontra protegida por legislação portuguesa ou da Comunidade Europeia.